# Paonias myops
Paonias myops là một loài bướm đêm thuộc họ Sphingidae. Con bướm lớn sinh hoạt về đêm, chúng bay suốt đêm.

## Phụ loài
- Paonias myops myops
- Paonias myops occidentalis Clark, 1919

## Hình ảnh

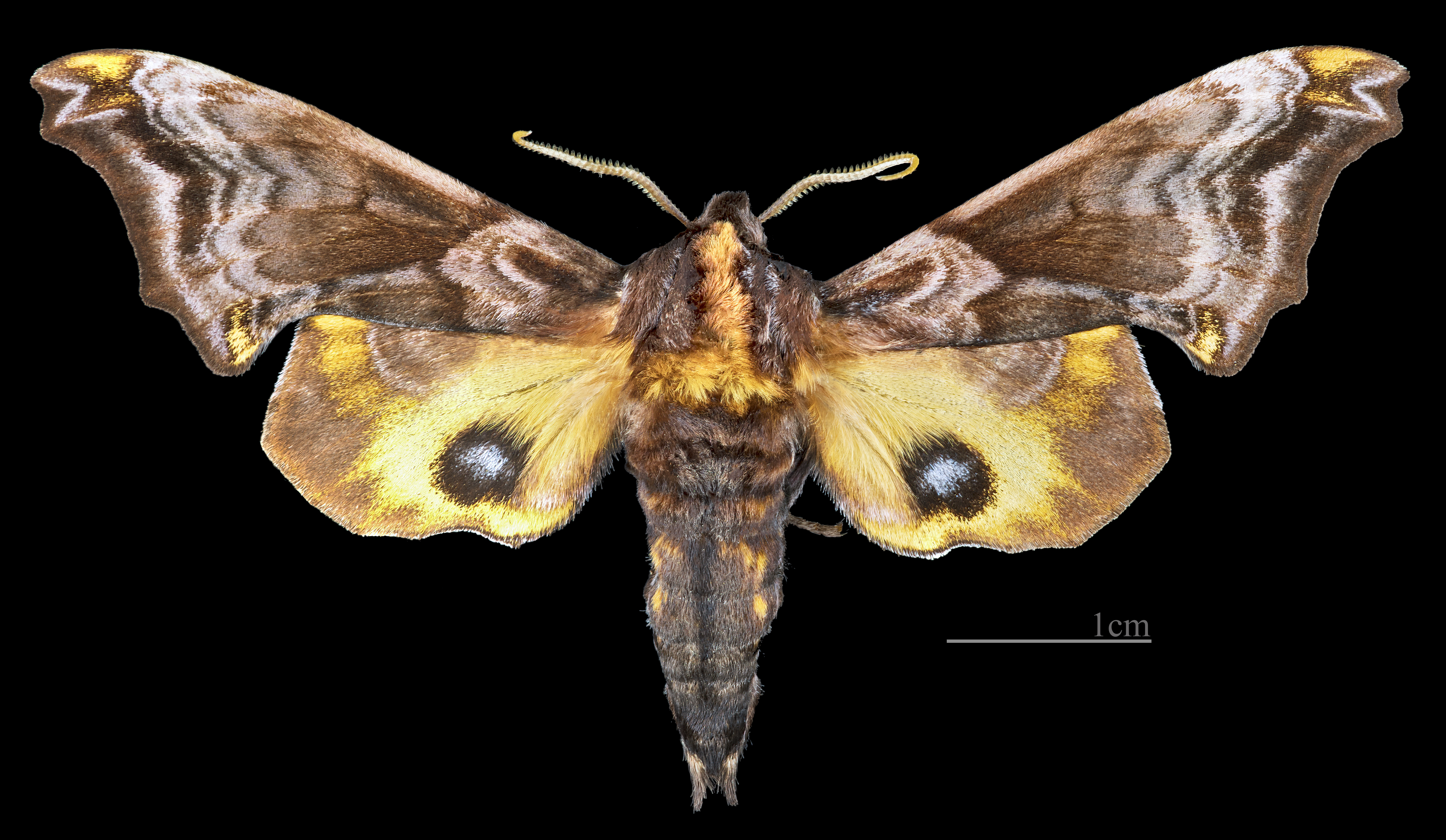
Paonias myops  ♂
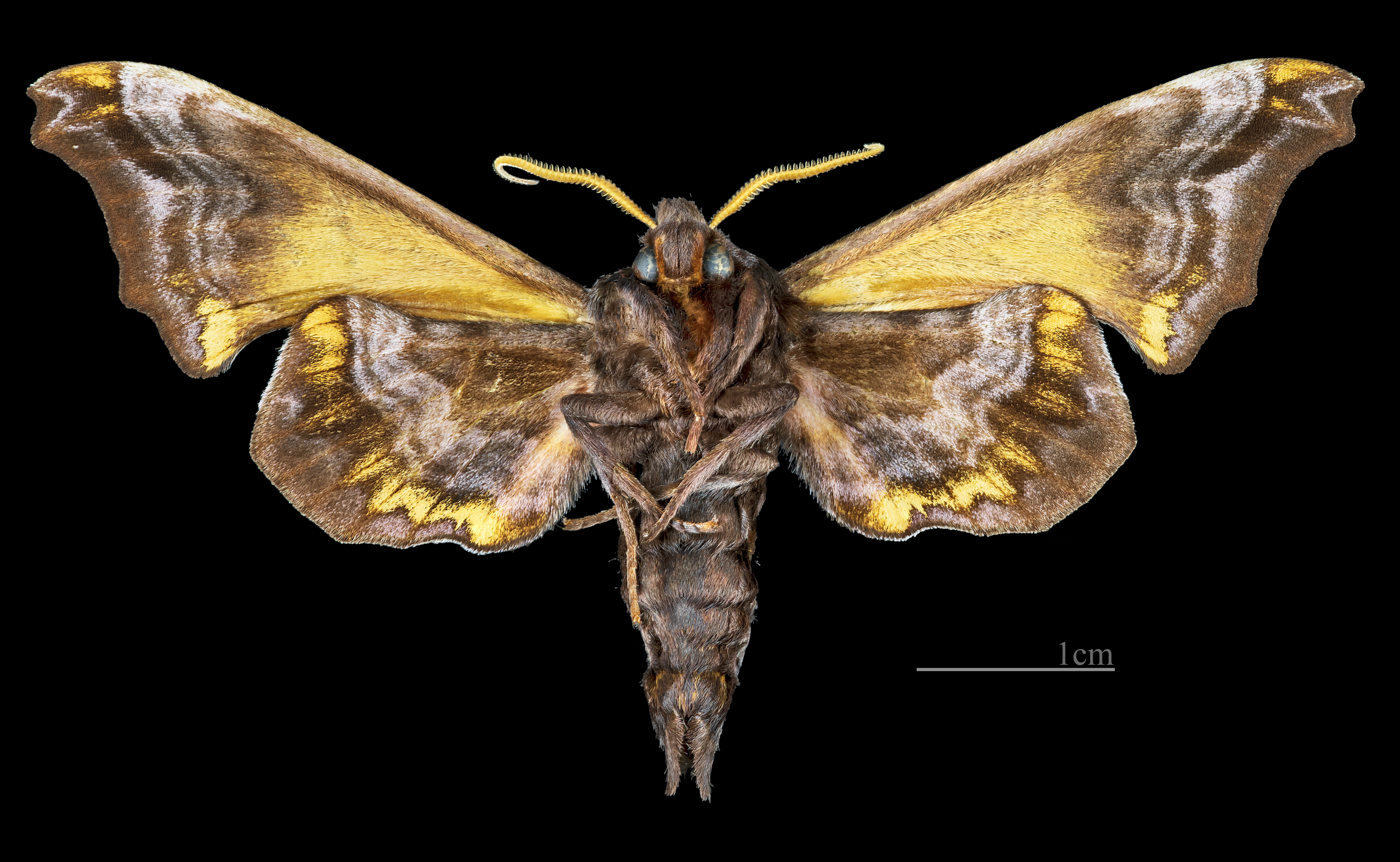
Paonias myops  ♂ △
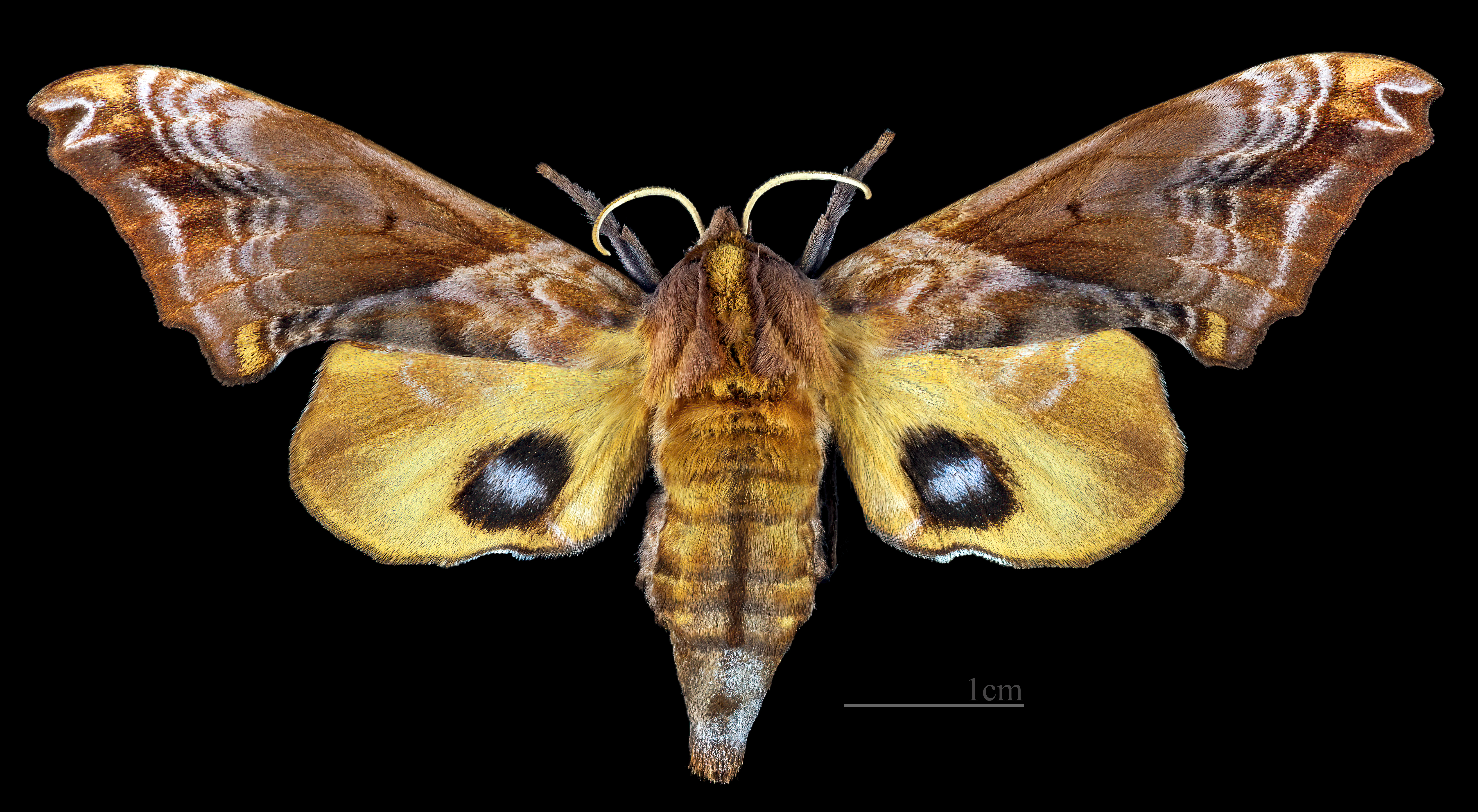
Paonias myops  ♀
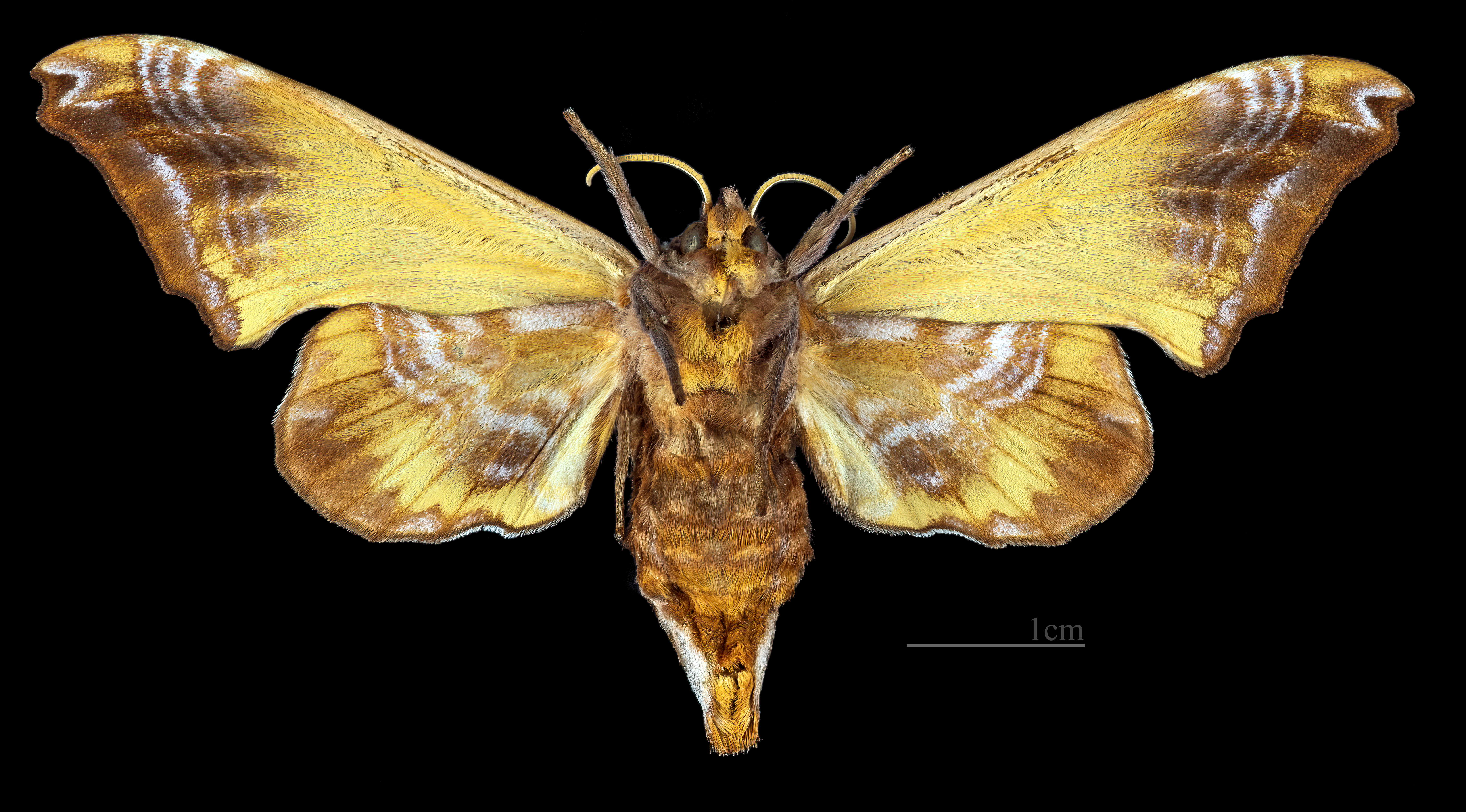
Paonias myops  ♀ △